# Sanando
Sanando is een gemeente (commune) in de regio Ségou in Mali. De gemeente telt 32.600 inwoners (2009).